# Nora Bendig
Nora Bendig (* 1944 in Klagenfurt) ist eine deutsche Schauspielerin.

## Leben
Die in Berlin aufgewachsene Nora Bendig schloss ihre Schauspiel- und Ballettausbildung in Wiesbaden ab und hatte Engagements an diversen Bühnen wie dem Staatstheater Wiesbaden oder dem Schauspielhaus Düsseldorf. Im Jungen Theater Berlin spielte sie in einer Bearbeitung von Dostojewskijs Schuld und Sühne unter dem Titel Raskolnikov. An der Freien Volksbühne sorgte sie mit einer Aufführung des Dokumentarspiels Die Ermittlung von Peter Weiss für Aufruhr.
Gelegentlich war sie in Film- und Fernsehproduktionen zu sehen, wie schon als 17-Jährige in der ersten Staffel der Fernsehserie Familie Hesselbach als Lehrmädchen Elke. Später wirkte sie in Kennwort: Gute Reise, einer der ersten Tatort-Produktionen mit.
Am bekanntesten ist wohl ihre Hauptrolle der Helga Ullrich, die in Wirklichkeit Helga Markmann hieß, in der RTL-Seifenoper Gute Zeiten, schlechte Zeiten, die sie von September bis Dezember 1992 verkörperte.
Des Weiteren konnte man sie in Michael Kupczyks Nordstadt und einer Episode von Im Namen des Gesetzes sehen. In dem Film Holgi – Der böseste Junge der Welt verkörperte sie Holgis Mutter.
Nora Bendig lebt in Berlin-Kreuzberg.

## Filmografie
- 1960/1961: Familie Hesselbach
- 1972: Tatort – Kennwort Gute Reise
- 1972: Unter anderem Ehebruch[3]
- 1973: Der Zweck heiligt die Mittel
- 1975: Dein gutes Recht – Die Flasche (Regie: Georg Tressler)
- 1983: Schwarzfahrer (in der IMDb als Nora Bendis angegeben)
- 1992: Gute Zeiten, schlechte Zeiten
- 1994: Wir sind auch nur ein Volk – Die Westparty
- 1995: Murphys Party (Kurzfilm)[4]
- 1996: Im Namen des Gesetzes – Hinter den Kulissen
- 1999/00: Holgi – Der böseste Junge der Welt (Holgi)
- 2005: Nordstadt (in der IMDb als Nora Bending angegeben)

## Mitwirkung
- Mozart – Musical-Revue; Theatersaal Osnabrück; als Regisseurin[5]
- Programm mit Werken von Hermann Sudermann[6]